# فؤاد القصاص
فؤاد القصاص كاتب أفلام مصري عمل في مجال كتابة الأفلام الكلاسيكية، وبعض الكتب حول أول قصة له كل دقة في قلبي عام 1959 .

## فيلموجرافيا
من تأليفه:
- طريق الخطايا فيلم 1969 (قصة وسيناريو وحوار).
- بنت عنتر فيلم 1965 (تأليف).
- وطني وحبي فيلم 1960 (قصة وسيناريو وحوار).
- كل دقة في قلبي فيلم 1959 (قصة).

كتب:
- حزيران حبيبي!!
- الحافلة بعدك محزنة!

## روابط خارجية
- فؤاد القصاص على موقع قاعدة بيانات الأفلام العربية